# کلیر اواس
کلیر اواس (به انگلیسی: ClearOS) ،یا کلارک کانکت سابق ، نام سیستم عاملی متن باز از خانوادهٔ لینوکس و مبتنی بر سنت‌اواس و رد هت انترپرایز لینوکس است که توسط ClearFoundation ساخته شده و خدمات دهی و پشتیبانی آن توسط ClearCenter انجام می‌شود. این سیستم عامل را می‌توان جایگزینی برای سیستم عامل ویندوز سرور در کسب و کارهای کوچک و متوسط در نظر گرفت. با در نظر گرفتن اینکه این سیستم عامل از رابط کاربری مبتنی بر وب بهره می‌برد، امکان دسترسی به امکانات مشابه از طریق مرورگرهای مختلف موجود در رایانه‌های رومیزی، لپ تاپ  یا  گوشی هوشمند وجود دارد.

## هدف
هدف ClearFoundation از عرضه این سیستم عامل، کاهش هزینه کسب و کارهای کوچک با کمک گرفتن از پتانسیل متن باز بود. بدین ترتیب هزینه‌های اضافی حذف شده و کسب و کارها می‌توانند تنها برای نیازهای اصلی خودشان هزینه کنند و هزینه‌های اجباری را حذف کنند. با فراهم شدن این شرایط کسب و کارهای کوچک با انتخاب خود تنها به ازای سرویس و خدماتی که به آن نیازمندند و برایشان سودمند است هزینه پرداخت می کنند.